# ヴィンイエン
ヴィンイエン（ベトナム語：Thành phố Vĩnh Yên / 城庯永安、 listen）はベトナムの紅河デルタ地方のヴィンフック省の省都である。人口は約12.3万人で、面積は50.87km2である。2012年のアジアカップ・バレーボール選手権の会場だった。

## 行政区画
以下の7坊2社を管轄する。

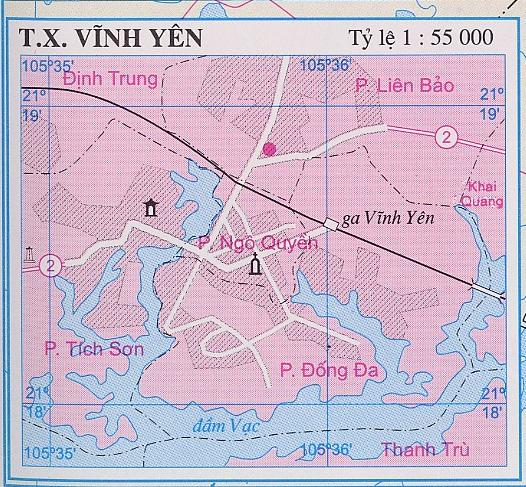
ヴィンイエン市内地図

- ドンダー坊（Đống Đa / 棟多）
- ドンタム坊（Đồng Tâm / 同心）
- ホイホップ坊（Hội Hợp / 會合）
- カイクアン坊（Khai Quang / 開光）
- リエンバオ坊（Liên Bảo / 連保）
- ゴクエン坊（Ngô Quyền / 吳權）
- ティックソン坊（Tích Sơn / 錫山）
- ディンチュン社（Định Trung / 定中）
- タインチュー社（Thanh Trù / 清廚）